# Jacqueline Landau
Jacqueline Landau (født 24. maj 1967) er en dansk/fransk filminstruktør og manuskriptforfatter, der har skrevet og instrueret en række kort-, novelle- og ungdomsfilm. Derudover har hun arbejdet som tv-tilrettelægger, dokumentarinstruktør, tv-producer og musicalinstruktør i mange år.
Blandt hendes mest kendte værker er Show Night Las Vegas, dokumentarfilmen Kontrasten og novellefilmen 4Reality. Ved New York City International Film Festival i USA blev sidstnævnte i 2013 nomineret som bedste udenlandske spillefilm, mens Sebastian Jessen, blev nomineret til bedste mandlige hovedrolle og Mathilde Norholt vandt prisen som bedste kvindelige birolle.

## Øvrigt
Skønheden & udyret - I 1998 var Jacqueline Landau den første kvinde i Danmark der kørte Classic Race i motorcykler.[kilde mangler]
Arkitekt: I 2000 tegnede & byggede hun en villa på Sylager 13, 2970 Hørsholm.[kilde mangler]

## Udvalgt Filmografi
- Living on Earth - Musikvideo - 2015 - https://www.youtube.com/watch?v=hwy6Pd-X4kU
- 4reality - Novellefilm - 2013 - https://www.youtube.com/watch?v=9fIR-8ZihEo
- Judgement - Kortfilm - 2012 - https://www.youtube.com/watch?v=oGlhEu0QQ0w
- Borderline - Kortfilm - 2011 - https://www.youtube.com/watch?v=-oXxCtJdy1I
- De små valg - Kortfilm - 2009 - https://www.youtube.com/watch?v=7hepTR8nWWM
- Springflower-Kortfilm - 2008
- Den røde taske - Kortfilm - 2006 - https://www.youtube.com/watch?v=NC1JHpEFwM8&t=25s
- Loneliness  - Kortfilm - 2004
- Shownight Las Vegas- Musical  - 2006
- Kontrasten- Dokumentarfilm  - 1998 - https://www.youtube.com/watch?v=_xqMeArCZ-o
- Could World - Musikvideo  - 1996
- Resterne efter Ceausescu - Domkumentarfilm  - 1996
- Nødhjælp til Polen- Domkumentarfilm  - 1995

En nat i byen- Kortfilm  - 1994